# مانفريد كروغ
مانفريد كروغ (بالألمانية: Manfred Krug)‏ هو مغني وكاتب سيناريو وكاتب وممثل ألماني (وحمل سابقاً جنسية ألمانيا الشرقية)، ولد في 8 فبراير 1937 في دويسبورغ في ألمانيا، وتوفي في 21 أكتوبر 2016 في برلين في ألمانيا بسبب ذات الرئة. من الجوائز التي نالها الجائزة الوطنية لجمهورية ألمانيا الديمقراطية سنة 1990.

## جوائز
- الجائزة الوطنية لجمهورية ألمانيا الديمقراطية
- الجائزة التلفزيونية البافارية [الإنجليزية]‏ (1990)
- جائزة شتايغر [الإنجليزية]‏
- جائزة رومي [الإنجليزية]‏

## وصلات خارجية
- مانفريد كروغ على موقع IMDb (الإنجليزية)
- مانفريد كروغ على موقع روتن توميتوز (الإنجليزية)
- مانفريد كروغ على موقع مونزينجر (الألمانية)
- مانفريد كروغ على موقع ألو سيني (الفرنسية)
- مانفريد كروغ على موقع ميوزك برينز (الإنجليزية)
- مانفريد كروغ على موقع أول موفي (الإنجليزية)
- مانفريد كروغ على موقع قاعدة بيانات الأفلام السويدية (السويدية)
- مانفريد كروغ على موقع أول ميوزيك (الإنجليزية)
- مانفريد كروغ على موقع ديسكوغز (الإنجليزية)
- مانفريد كروغ على موقع قاعدة بيانات الفيلم (الإنجليزية)